# Nupserha nigerrima
Nupserha nigerrima là một loài bọ cánh cứng trong họ Cerambycidae.